# Въоръжени сили на Куба
Въоръжените сили на Куба (официално Революционни въоръжени сили на Куба) се състоят от Армия, Военновъздушни сили и противовъздушна отбрана, военноморски флот, както и различни полувоенни формирования.

## История
От края на 50-те години Куба е съюзник от стратегическа важност за СССР поради еднаквата политическа ориентация на двете страни и близостта на островната държава с основния враг на Москва – САЩ. По тази причина руснаците снабдяват Куба години наред с най-модерна отбранителна техника и финансират и изграждат военната ѝ инфраструктура. Кубинската армия става една от най-модерните през Студената война, способна сама да организира интервенции и военни операции в ключови точки по света (виж Интервенции). След разпада на Съветския съюз обаче Куба изгубва възможности за евтина доставка на по-нови оръжия, както и за модернизация на по-остарялото ѝ оборудване. В резултат на промяната на политическия и икономически климат армията се стопява от над 200 000 души до към 60 000 в средата на 90-те, и до между 45 – 49 000 души към днешна дата.

### Интервенции
- Алжир (1963)
- Сирия (1973, Война от Йом Кипур)
- Етиопия (1978, Огаденска война)
- Ангола (1975 – 1989, Анголска гражданска война)
- Никарагуа (1980-те)
- Южна Африка (1988)

## Армия
Армията е най-голямото звено на кубинските въоръжени сили, като числеността ѝ наброява 38 000 души към 2007. Според оценка на американското военно разузнаване към 1998 кубинската армия е зле тренирана, а почти цялото ѝ оборудване е складирано и не е налично за бързо разполагане в случай на конфликт. Според ЦРУ обаче към 2008 Куба има професионална и добре тренирана армия въпреки недостига на гориво и резервни части, и може да окаже значителна съпротива на която и да било регионална военна сила.

### Организация
Щабът на Армията е в Хавана. Съществуват три регионални командвания, всяко едно от които управлява една армия.
- 5 бронетанкови бригади
- 9 механизирани бригади
  - всяка с три механизирани полка, един бронетанков, един артилерийски и един ПВО полк.
- 1 въздушно-десантна бригада (всяка с два батальона)
- 14 резервистки бригади
- Охранителна бригада Гуантанамо – обкръжава американската база Гуантанамо.
- 1 ПВО полк
- 1 ракетна бригада с балистични ракети.

### Оборудване

#### Лични оръжия
- АК-47
- РПК
- ПКМ
- АК-74
- АКС-74у
- РПГ-7
- Uzi
- Bereta M9
- MAC-10

#### Танкове
- ПТ-76 – 50
- Т-34/85 - 300[4]
- Т-55АМ2 – 1100[4]
- Т-62М – 400[4]
- Т-72М1/М2 – 50[4]

#### БТР и БМП
Общо: 1100
- БМП-1 – 400
- БТР-152
- БТР-40
- БТР-50
- БТР-60 – 400

#### Бронирани коли
Общо: 100
- БРДМ-1
- БРДМ-2

#### Обикновена артилерия
Общо: 1500+
- ЗиС-3 (76 mm)
- Д-44 (85 mm)
- МТ-12 (100 mm)
- Д-30 (122 mm)
- М-46 (130 mm)
- Миномети М38/43 и М41/43 (1000)

#### Самоходна артилерия
Общо: 40+
- СУ-100 (100 mm)
- 2С1 Гвоздика (122 mm)
- 2С3 Акация (152 mm)

#### Ракетна артилерия
- БМ-14 (140 mm)
- БМ-21 (122 mm) – 250

#### Балистични ракети
- 9К52 Луна (70 km обсег) – 65 установки[5]
- Хвасон-5 / 6 (330 / 550 km обсег) – непотвърдени данни

#### ПВО
- ЗПУ-4 (14,5 mm картечница)
- ЗУ-23 (23 mm оръдие)
- ЗСУ-23-4 (23 mm самох. оръдие) – 36
- ЗСУ-57-2 (57 mm самох. оръдие) – 25[6]
- 2К12 Куб (самох. ЗРК)
- 9К31 Стрела-1 (самох. ЗРК) – 60[7]
- С-75 Двина (самох. ЗРК, кубинска модификация)
- 9К33 Оса (самох. ЗРК)
- С-125 (самох. ЗРК)
- 9К35 Стрела-10 (самох. ЗРК)
- 9К32 Стрела-2 (ПЗРК)
- 9К34 Стрела-3 (ПЗРК)
- 9К38 Игла (ПЗРК)

#### ПТУР
- 3М6 Шмел
- 9К11 Малютка

### Униформи
Униформата на кубинските военни е OG-107, използвана от американската армия до края на 80-те години. OG-107 е възприета в Куба още преди социалистическата революция, но е запазена и към наши дни. Тя се състои от опростени риза и панталон с масленозелен цвят, черни кубинки и обикновена каска.

## Военновъздушни сили и ПВО
Към края на 80-те години кубинските ВВС са били най-модерните и добре оборудвани в Латинска Америка, както и едни от най-многобройните. През 1990 г. Куба е разполагала с над 200 самолета и вертолета, но след загубата на стратегическия си партньор – СССР, военновъздушните сили се свиват. Според оценките днес КВВС разполагат с около 130 летателни апарата, от които по-малко от 50 са в активна експлоатация. Те са разпръснати из общо 13 бази по целия остров. Според международния институт за стратегически изследвания Куба има 31 бойни самолета годни за употреба и още 179 складирани. Годните за употреба са 3 МиГ-29, 24 МиГ-23 и 4 МиГ-21, както и 12 различни транспортни самолета и бойни / транспортни вертолети.

### Оборудване
| Самолет     | Произход     | Вариант                     | Вид                                               | В експлоатация | Бележки |
| ----------- | ------------ | --------------------------- | ------------------------------------------------- | -------------- | ------- |
| МиГ-21      | СССР         | МиГ-21МФМиГ-21УМ            | изтребителучебно-боеви                            | 4              |         |
| МиГ-23      | СССР         | МиГ-23МФ/МСМиГ-23МЛМиГ-23УБ | изтребителмногоцелевиучебно-боеви                 | 6102           |         |
| МиГ-29      | СССР         | МиГ-29БМиГ-29УБ             | многоцелеви изтребителучебно-боеви                | 21             |         |
| Ан-24       | СССР         | –                           | товарен / военно-транспортен самолет              | 4              |         |
| Ан-26       | СССР         | –                           | товарен / военно-транспортен                      | 3              |         |
| Як-40       | СССР         | –                           | VIP                                               | 3              |         |
| Ил-62       | СССР         | –                           | VIP                                               | 1              |         |
| Ил-96       | СССР         | –                           | VIP                                               | 2              |         |
| Злин Тренер | Чехословакия | Z-326T                      | витлов учебен                                     | 20             |         |
| Aero L-39   | Чехословакия | L-39C                       | учебно-боеви                                      | 7              |         |
| Ми-8        | СССР         | Ми-8ТМи-8ТКВ                | военно-транспортен вертолетпротивотанков вертолет | 42             |         |
| Ми-17       | СССР         | Ми-17                       | военно-транспортен вертолет                       | 8              |         |
| Ми-24       | СССР         | Ми-24Д                      | щурмови вертолет                                  | 4              |         |

## Военноморски флот
ВМФ е най-малкият клон на въоръжените сили с персонал от около 3000 души плюс 550 души морска пехота (т.нар. батальон Desembarco de Granma). Част от оборудването не е в активна експлоатация заради липсата на гориво и резервни части, а ракетите П-15 Термит са инсталирани на брегови установки за защита от морски нападения.

### Бази
- Кабанас (щаб на западното командване)
- Олгин (щаб на източното командване)
- Сиенфуегос
- Хавана
- Мариел
- Никаро
- Пунта Мовида

### Оборудване
- Корвета проект 1242.2 Молния-2 (Клас Паук) – 1
- Ракетни катери Оса II – 4
- Минопочистващ кораб тип Соня – 2
- Минопочистващ кораб тип Евгения – 4
- Разузнавателни съдове – 1